# Ancema
Ancema is een geslacht van vlinders van de familie Lycaenidae.

## Soorten
- A. anysides (Röber, 1887)
- A. anysis (Hewitson, 1865)
- A. blanka (De Nicéville, 1895)
- A. cameria (De Nicéville, 1898)
- A. carmentalis (De Nicéville, 1892)
- A. cotoides (Tytler, 1915)
- A. cotys (Hewitson, 1865)
- A. cremera (De Nicéville, 1895)
- A. cretheus (De Nicéville, 1895)
- A. ctesia (Hewitson, 1865)
- A. icetoides (Elwes, 1892)
- A. ister (Hewitson, 1865)
- A. lucida (Druce, 1895)